# Fritz Preißler

Fritz Preißler

Fritz Preißler (* 1. März 1904 in Zschopenthal; † 22. April 1945 bei Staffelde) war ein deutscher Politiker (NSDAP).

## Leben
Fritz Preißler wurde als sechstes von elf Kindern eines Werkmeisters und dessen Ehefrau in Zschopenthal geboren. Nach dem Besuch der Volksschule absolvierte Preißler von 1918 bis 1921 eine kaufmännische Lehre in einem Spielwaren-Versandgeschäft in Waldkirchen und besuchte die Handelsschule in Zschopau. Anschließend arbeitete er bis 1935 als Kaufmannsgehilfe bzw. kaufmännischer Angestellter. 
1922 gründete Preißler einen völkischen Lesezirkel in Waldkirchen. 1923 trat Preißler in die NSDAP ein. Während des Verbots der NSDAP von 1923 bis 1925 war Preißler als Führer im Völkisch-Sozialen Block und in der Deutsch-Völkischen Freiheitsbewegung aktiv.
Zum 28. Juli 1925 trat Preißler der neugegründeten Partei bei (Mitgliedsnummer 12.514), in der er bis 1935 als Ortsgruppenleiter agierte.
Im September 1933 wurde Preißer zum stellvertretenden NSDAP-Kreisleiter des Kreises Flöha berufen, 1935 zum Kreisleiter in Stollberg/Erzgeb. Im Oktober 1937 übernahm er das Amt des Kreisleiters von Zwickau. Von 1930 bis 1935 war er zudem zweiter Bürgermeister in Waldkirchen-Zschopenthal.
Bei der Reichstagswahl vom März 1936 erhielt Preißler einen Sitz im nationalsozialistischen Reichstag. Er gehörte dem Reichstag, der indessen zu einem reinen Repräsentations- und Akklamationsorgan herabgesunken war, anschließend neun Jahre lang, vom März 1936 bis zum Ende der NS-Herrschaft im Frühjahr 1945 als Abgeordneter für den Wahlkreis 30 (Chemnitz-Zwickau) an.
Während des Zweiten Weltkrieges war Preißler als SS-Hauptsturmführer Kommandeur der Instandsetzungs-Abteilung der 4. SS-Polizei-Panzergrenadier-Division. Er starb am 22. April 1945 kurz vor Ende des Krieges bei Kampfhandlungen nahe Staffelde/Mescherin (Uckermark).